# Trofeo Hellboy
El Trofeo Hellboy fue un torneo de fútbol veraniego organizado por el Atlético de Madrid en el Estadio Vicente Calderón, en las mismas fechas en las que se celebraba el Trofeo Villa de Madrid en años anteriores, pudiéndose considerar su sustituto, aunque por cuestiones publicitarias del club organizador, se modificó el nombre del torneo.
El torneo fue un triangular que se disputó el 4 de septiembre de 2004 en la modalidad de un 3x1 de 45 minutos cada encuentro, participando: Atlético de Madrid, Deportivo de la Coruña y AEK de Atenas, siendo el vencedor el equipo rojiblanco.

## Partidos 3X1
| Equipo 1           | Resultado | Equipo 2               | Penaltis |
| ------------------ | --------- | ---------------------- | -------- |
| AEK Atenas         | 1-1       | Deportivo de la Coruña | 4-2      |
| Atlético de Madrid | 1-1       | Deportivo de la Coruña | 5-4      |
| Atlético de Madrid | 0-0       | AEK Atenas             | 3-2      |

## Clasificación final
Sistema de puntuación :
- 3 puntos por victoria del mini partido.

- 1 punto por el empate del mini partido.

- 1 punto por la victoria en la tanda de penaltis.

| Puesto | Equipo                 | Jugados | Ganados | Empatados | Perdidos | Penaltis | Puntos |
| ------ | ---------------------- | ------- | ------- | --------- | -------- | -------- | ------ |
| 2º     | AEK de Atenas          | 2       | 0       | 2         | 0        | 1        | 3 pts  |
| 3º     | Deportivo de la Coruña | 2       | 0       | 2         | 0        | 0        | 2 pts  |